# Рямы
Рямы — разъезд (типа населённого пункта) в Тальменском районе Алтайского края. Входит в состав Ларичихинского сельсовета.

## История
Возник в 1964 году в связи со строительством обгонного пункта Среднесибирской железной дороги.

## Население
| 1997 | 1998 | 1999 | 2000 | 2001 | 2002 |
| ---- | ---- | ---- | ---- | ---- | ---- |
| 70   | ↘54  | ↗56  | ↘51  | ↗52  | →52  |
| 2003 | 2004 | 2005 | 2006 | 2007 | 2008 |
| ↗64  | ↗75  | ↘55  | ↗62  | ↗64  | ↘56  |
| 2009 | 2010 | 2011 | 2012 | 2013 |      |
| →56  | ↘34  | ↗35  | ↘31  | →31  |      |

Национальный состав
Согласно результатам переписи 2002 года, в национальной структуре населения русские составляли 97 %.